# Jasper Philipsen
Jasper Philipsen (n. 2 martie 1998, Mol, Flandra, Belgia) este un ciclist profesionist belgian, care concurează în prezent pentru Alpecin–Deceuninck, echipă licențiată UCI WorldTeam.

## Rezultate în Marile Tururi

### Turul Franței
5 participări
- 2019: nu a terminat competiția
- 2021: locul 109
- 2022: locul 92, câștigător al etapelor a 15-a și a 21-a
- 2023: câștigător al etapelor a 3-a, a 4-a, a 7-a și a 11-a
- 2024: câștigător al etapelor a 10-a, a 13-a și a 16-a

### Turul Spaniei
2 participări
- 2020: locul 85, câștigător al etapei a 15-a
- 2021: nu a terminat competiția, câștigător al etapelor a 2-a și a 5-a